# 侃侃諤諤 (テレビ番組)
侃侃諤諤（かんかんがくがく）は、テレビ朝日で放送されていたバラエティ番組。深夜枠かつローカル枠として放送されたためネット局が少なく単発放送で放送した局も多い。1984年、日本テレビで放送された『SHARPワールドクイズ カンカンガク学』とタイトルは似ているが全く関係ない。

## 内容
テーマに思い入れのある人物にインタビューをしそのVTRを討論形式に編集、それを見てスタジオの太田が結論を出す。2014年3月28日に終了したが、番組のフォーマットはその後『ストライクTV』と統合してスタートした『言いにくいことをハッキリ言うTV』に引き継がれている。

## 出演
- 番組MC:太田光（爆笑問題）

## 放送リスト
| 回     | 放送日         | テーマ | スタジオゲスト       | 太田の勝手な結論 |        |        |        |
| 2013年 | 2013年         | 2013年 | 2013年               | 2013年           | 2013年 | 2013年 | 2013年 |
| ------ | -------------- | --- | -------------------- | ---------------- | ------ | ------ | ------ |
| 1      | 2013年10月4日  | 「ジャンボ鶴田vs長州力」どっちが強い? | ビビる大木           | 長州力           |        |        |        |
| 2      | 2013年10月11日 | 「幽霊は存在するvs幽霊は存在しない」どっちがホント?                                                                                                 | 伊集院光             | いる派           |        |        |        |
| 3      | 2013年10月18日 | 「東急東横線vs京浜急行線」どっちがスゴイ電車? | 田中要次             | 京浜急行線       |        |        |        |
| 4      | 2013年10月25日 | 「大阪 お好み焼きvs広島 お好み焼き」どっちが美味しい?                                                                                               | 川越達也             | 広島             |        |        |        |
| 5      | 2013年11月1日  | 「具志堅用高vs辰吉丈一郎」どっちが強いのか? | 千原ジュニア         |                  |        |        |        |
| 6      | 2013年11月8日  | 「ビートルズvsマイケル・ジャクソン」カリスマはどっち?                                                                                               | 西寺郷太             |                  |        |        |        |
| 7      | 2013年11月15日 | 「マンションvs一戸建て」買うならどっち? | 天野ひろゆき         |                  |        |        |        |
| 8      | 2013年11月22日 | 「大分・別府温泉vs群馬・草津温泉」最高の温泉地はどっち?                                                                                             | 東貴博               |                  |        |        |        |
| 9      | 2013年11月29日 | 「赤ワインvs白ワイン」飲むべきなのはどっち? | 石田純一             |                  |        |        |        |
| 10     | 2013年12月6日  | 未公開トーク傑作選 (1) |                      |                  |        |        |        |
| 11     | 2013年12月8日  | 「〜最近気になることをカンカンガクガクしちゃたよスペシャル」                                                                                        |                      |                  |        |        |        |
| 12     | 2013年12月13日 | 「〜最近気になることをカンカンガクガクしちゃたよスペシャル 未公開トーク傑作選」                                                                     |                      |                  |        |        |        |
| 13     | 2013年12月20日 | 「ジャッキー・チェンVSブルース・リー」最強アクションスターはどっち?                                                                                 | 有村昆               |                  |        |        |        |
| 2014年 |                | |                      |                  |        |        |        |
| 14     | 2014年1月10日  | 「千原ジュニアは結婚するべき?独身でいるべき?」どっち?                                                                                               | 千原ジュニア         |                  |        |        |        |
| 15     | 2014年1月17日  | 「醤油ラーメンVS味噌ラーメン」今食べるのはどっち?                                                                                                   | 髙橋茂雄（サバンナ） |                  |        |        |        |
| 16     | 2014年1月24日  | 侃侃諤諤未公開スペシャル! 「千原ジュニアは結婚するべき?独身でいるべき?」どっち? 「ジャッキー・チェンVSブルース・リー」最強アクションスターはどっち? |                      |                  |        |        |        |
| 17     | 2014年1月31日  | 「ゆとり教育は正しいVS間違っている?」 |                      |                  |        |        |        |
| 18     | 2014年2月7日   | 「ネット掲示板利用するなor利用しろ」 |                      |                  |        |        |        |
| 19     | 2014年2月14日  | 「杉村大蔵は政治家に向いているor向いていない」 | 杉村大蔵             |                  |        |        |        |
| 20     | 2014年2月21日  | 「坂上忍のブームは終わる!?」 | 坂上忍               |                  |        |        |        |
| 21     | 2014年2月28日  | 「小学校の英語教育は意味がない!?」 |                      |                  |        |        |        |
| 22     | 2014年3月7日   | 「ゴーストライターは必要!?」 |                      |                  |        |        |        |
| 23     | 2014年3月14日  | 「東国原英夫は政治家に向いていない!?」 |                      |                  |        |        |        |
| 24     | 2014年3月21日  | 「炭水化物は食べるな!?」 |                      |                  |        |        |        |
| 25     | 2014年3月28日  | 「大久保佳代子は結婚できない!?」 |                      |                  |        |        |        |

## ネット局
| 放送対象地域 | 放送局              | 系列           | 放送日時                     | 放送開始日     | 備考      |
| ------------ | ------------------- | -------------- | ---------------------------- | -------------- | --------- |
| 関東広域圏   | テレビ朝日（EX）    | テレビ朝日系列 | 金曜 1:51 - 2:21（木曜深夜） | 2013年10月4日  | 制作局    |
| 青森県       | 青森朝日放送（ABA） | テレビ朝日系列 | 土曜 0:45 - 1:15（金曜深夜） | 2013年11月30日 | 57日遅れ  |
| 石川県       | 北陸朝日放送（HAB） | テレビ朝日系列 | 金曜 0:20 - 1:30（木曜深夜） | 2014年1月9日   | 2回分放送 |

注釈
1. ^「木曜ナイトバラエティ」枠

単発放送
- 鹿児島放送（KKB）
- 瀬戸内海放送（KSB） 2013年11月1日（第4回）、11月12日（第2回）、12月3日（第6回）、12月29日（第11回）、2014年1月8日（第12回目）、3月10日（第1回目）
- 山口朝日放送（yab） 2014年1月11日（第5回）
- 北海道テレビ放送（HTB）　2014年1月7日（第6回） 、2014年2月1日（第14回）、2014年2月15日（第16回）、2014年3月1日（第17回）、2014年3月12日（第20回）

## スタッフ
- タイトル題字:中塚翠涛
- ナレーション:小林清志
- 企画:奥川晃弘
- 構成:鈴木おさむ、樋口卓治、秋葉高彰、水野守啓、デーブ八坂
- TM:大島秀一
- TD:平間隆啓、大槻和也
- CAM:古橋稔、藤原朋巳
- 照明:金村悟史、岡本勝彦
- 音声:吉田有希
- VE:駒井譲、平田荘之介、樋口優介
- 音響:田村智宏
- 美術プロデューサー:小山晃弘
- デザイン:浜野恭平
- 美術進行:高崎絵織、三木晴加
- 大道具:山本一夫
- 小道具:宮本恵美子
- 装飾:長野敦子
- メイク:萩山夏海
- スタイリスト:植田雅恵
- EED:菊地正吾(IMAGICA)
- MA:鈴木久美子(IMAGICA)
- 音効:矢部公英
- TK:高橋由佳
- 編成:田中真由子
- コンテンツビジネス:石井貴裕
- ウエブ制作:伊崎稔明
- 宣伝:残間理央
- 協力:東京オフラインセンター
- 衣装協力:永島服飾株式会社、FAIRFAX
- 制作協力:ZIPPYPRODUCTION
- デスク:藪田早加
- 制作スタッフ:藤尾圭祐、吹田雅信、小林奏、国仲美咲、田中裕介、永井翔悟
- アシスタントプロデューサー:阿部優香子
- ディレクター:地曳範剛、近藤大輔、桑原慶介、島田健作
- チーフディレクター→演出:木津優
- プロデューサー:梶山貴弘、北條知子(ジッピープロダクション)
- ゼネラルプロデューサー:樋口圭介
- 制作著作:テレビ朝日